# Elisabeth G. Berge
Elisabeth Gausemel Berge (* 10. listopadu 1963 v Bergenu ) je norská umělkyně, která pracuje s fotografií, videem a instalacemi. Berge se zúčastnila výstavy Østlandsutstillingen a podzimní výstavy Høstutstillingen. Měla několik samostatných výstav a účastnila se skupinových výstav doma i v zahraničí. Přispívala také fotografiemi do různých knižních publikací, časopisů, novin, plakátů a katalogů. Je členkou Spolku norských výtvarných umělců (NBK) a Forbundet Frie Fotografer (FFF).